# The Essential Johnny Cash (1992)
| Оценки критиков | Оценки критиков |
| Источник        | Оценка          |
| --------------- | --------------- |
| AllMusic        | [ 1 ]           |

The Essential Johnny Cash 1955—1983 — альбом-сборник американского кантри-певца Джонни Кэша, изданный в 1992 году лейблом Legacy Recordings. Это трехдисковый альбом-компиляция, содержащий материал Джонни Кэша за 1955—1983 годы. Первоначально он был выпущен в 1992 году компанией Sony Music в рамках серии Columbia Country Classics в виде длинного бокс-сета, содержащего три диска в индивидуальном корпусе. Более поздние издания были помещены в один трехдисковый футляр со стандартной стороной. Его не следует путать с одноимённым бокс-сетом из трёх компакт-дисков, выпущенным Columbia Records в 2002 году.

## История
Этот тройной диск, выпущенный в 1992 году представляет собой хороший обзор основных моментов карьеры 1955—1983 годов (и отличается от аналогично озаглавленного трёхдискового The Essential Johnny Cash, вышедшего в 2002 году). Собрать всеобъемлющую многодисковую коллекцию Джонни Кэша — задача не из легких по целому ряду причин, не последней из которых является огромное количество записей, выпущенных Кэшем в 60-е и 70-е годы. Считая дуэты, у него было более 130 чартовых синглов, что слишком много для обычного бокс-сета, к тому же эти синглы не всегда рассказывают полную историю Кэша-записывающего артиста, поскольку он был также плодовитым автором альбомов. Кроме того, он записывал самые разнообразные композиции — рокабилли, народные мелодии, рассказы о стрелках и индейцах, десятки новинок, госпел, американский китч, песни поездов, поп-музыку и прямолинейное кантри — он пробовал все, придавая всему этому свой неповторимый отпечаток, отличающийся его мощным голосом и характерным двухшаговым приглушенным ритмом, выбранным его гитаристом, Лютером Перкинсом. На 75 треках представлены почти три десятилетия карьеры Кэша, начиная с Sun и заканчивая уходом Кэша с лейбла в середине 80-х. Здесь собраны все культовые хиты — «Folsom Prison Blues», «I Walk the Line», «Ballad of a Teenage Queen», «Guess Things Happen That Way», «Don’t Take Your Guns to Town», «I Got Stripes», «Ring of Fire», «Daddy Sang Bass», «A Boy Named Sue» — но он не претендует на то, чтобы содержать все хиты, и на самом деле оставляет позади многие другие хитовые синглы, не говоря уже об альбомных треках.

## Отзывы
Альбом получил положительные отзывы музыкальной критики и интернет-изданий.
Стивен Томас Эрлевайн из AllMusic отметил, что делает бокс-сет отличным, так это качество песен, которые не являются хитами, но добавил, что «Ему (сборнику) вредит желание составителей затронуть каждый стиль, в котором выступал Кэш, иногда в ущерб общей слушабельности — и этой слушабельности также вредит последовательность, которая немного не хронологична. На каждую просто хорошую песню здесь есть что-то лучшее, что можно было бы включить вместо неё, особенно потому, что действительно много великих треков осталось за кадром. Именно эти вещи не позволяют этому боксу стать одним из величайших кантри-боксов — сравните его, например, с Down Every Road Мерла Хаггарда, который запечатлел сложную фигуру во всей её красе, — и не позволяют ему быть таким окончательным, каким он кажется. Как базовый библиотечный материал он довольно хорош — в конце концов, здесь собраны все основные альбомы Sun и Columbia в одном месте — но, учитывая его идиосинкразию, он не является идеальным введением, и его также не следует рассматривать как универсальное резюме всего достойного, что Джонни Кэш сделал на Sun и Columbia. Это хорошая выборка того, что он делал на этих двух лейблах, но как только вы узнаете, что к чему, другие сборники и собственные альбомы будут слушаться легче и приятнее».

## Список композиций
| №                   | Название                                       | Автор(ы)                                 | Длительность |
| ------------------- | ---------------------------------------------- | ---------------------------------------- | ------------ |
| 1.                  | «Hey Porter»                                   | Johnny Cash                              | 2:11         |
| 2.                  | «Cry! Cry! Cry!»                               | Johnny Cash                              | 2:23         |
| 3.                  | «Folsom Prison Blues»                          | Johnny Cash                              | 2:48         |
| 4.                  | «Luther Played the Boogie»                     | Johnny Cash                              | 2:01         |
| 5.                  | «Get Rhythm»                                   | Johnny Cash                              | 2:12         |
| 6.                  | «I Walk the Line»                              | Johnny Cash                              | 2:42         |
| 7.                  | «Home of the Blues»                            | Johnny Cash / Glen Douglas / Vic McAlpin | 2:38         |
| 8.                  | «Give My Love to Rose»                         | Johnny Cash                              | 2:43         |
| 9.                  | «Rock Island Line»                             | Lead Belly                               | 2:08         |
| 10.                 | «Doin' My Time»                                | Jimmie Skinner                           | 2:37         |
| 11.                 | «Big River»                                    | Johnny Cash                              | 2:30         |
| 12.                 | «Ballad of a Teenage Queen»                    | Jack Clement                             | 2:10         |
| 13.                 | «Guess Things Happen That Way»                 | Jack Clement                             | 1:48         |
| 14.                 | «The Ways of a Woman in Love»                  | Bill Justis / Charlie Rich               | 2:14         |
| 15.                 | «Thanks a Lot»                                 | Charlie Rich                             | 2:36         |
| 16.                 | «Oh, What a Dream»                             | Johnny Cash                              | 2:03         |
| 17.                 | «What Do I Care»                               | Johnny Cash                              | 2:07         |
| 18.                 | «All Over Again»                               | Johnny Cash                              | 2:05         |
| 19.                 | «I Still Miss Someone»                         | Johnny Cash / Roy Cash                   | 2:34         |
| 20.                 | «I'd Just Be Fool Enough (to Fall)»            | Melvin Endsley                           | 2:08         |
| 21.                 | «Walking the Blues»                            | Johnny Cash / Robert Lunn                | 2:08         |
| 22.                 | «Frankie's Man, Johnny»                        | Johnny Cash                              | 2:14         |
| 23.                 | «Tennessee Flat Top Box»                       | Johnny Cash                              | 2:58         |
| 24.                 | «Sing It Pretty, Sue»                          | Johnny Cash                              | 1:57         |
| 25.                 | «Pickin' Time»                                 | Johnny Cash                              | 1:57         |
| 26.                 | «Five Feet High and Rising»                    | Johnny Cash                              | 1:46         |
| 27.                 | «The Old Account»                              | Народная                                 | 2:18         |
| 28.                 | «(There'll Be) Peace in the Valley (For Me)»   | Rev. Thomas A. Dorsey                    | 2:45         |
| 29.                 | «Were You There (When They Crucified My Lord)» | Народная                                 | 3:53         |
| Общая длительность: | Общая длительность:                            | Общая длительность:                      | 1:08:34      |

| №                   | Название                            | Автор(ы)                                           | Длительность |
| ------------------- | ----------------------------------- | -------------------------------------------------- | ------------ |
| 1.                  | «Don't Take Your Guns to Town»      | Johnny Cash                                        | 3:01         |
| 2.                  | «The Ballad of Boot Hill»           | Carl Perkins                                       | 2:34         |
| 3.                  | «The Rebel – Johnny Yuma»           | Richard Markowitz                                  | 1:51         |
| 4.                  | «The Big Battle»                    | Johnny Cash                                        | 4:02         |
| 5.                  | «When the Roses Bloom Again»        | A. P. Carter                                       | 2:34         |
| 6.                  | «The Ballad of Ira Hayes»           | Peter La Farge                                     | 4:07         |
| 7.                  | «The Legend of John Henry's Hammer» | Johnny Cash / June Carter Cash                     | 8:24         |
| 8.                  | «Dark as a Dungeon»                 | Merle Travis                                       | 2:27         |
| 9.                  | «The Long Black Veil»               | Danny Dill / Marijohn Wilkin                       | 3:06         |
| 10.                 | «I Got Stripes»                     | Johnny Cash / Charlie Williams                     | 2:02         |
| 11.                 | «25 Minutes to Go»                  | Shel Silverstein                                   | 3:11         |
| 12.                 | «The Wall»                          | Harlan Howard                                      | 2:08         |
| 13.                 | «Busted»                            | Harlan Howard                                      | 2:15         |
| 14.                 | «Bad News»                          | John D. Loudermilk                                 | 2:56         |
| 15.                 | «Dirty Old Egg-Sucking Dog»         | Jack Clement                                       | 2:06         |
| 16.                 | «Orange Blossom Special»            | Ervin T. Rouse                                     | 3:05         |
| 17.                 | «Ring of Fire»                      | June Carter Cash / Merle Kilgore                   | 2:36         |
| 18.                 | «Understand Your Man»               | Johnny Cash                                        | 2:42         |
| 19.                 | «Jackson»                           | Jerry Leiber [as Gaby Rodgers] / Billy Edd Wheeler | 2:44         |
| 20.                 | «Blistered»                         | Billy Edd Wheeler                                  | 2:20         |
| 21.                 | «See Ruby Fall»                     | Johnny Cash / Roy Orbison                          | 2:50         |
| 22.                 | «Cisco Clifton's Fillin' Station»   | Johnny Cash                                        | 2:40         |
| 23.                 | «Daddy Sang Bass»                   | Carl Perkins                                       | 2:19         |
| Общая длительность: | Общая длительность:                 | Общая длительность:                                | 1:08:00      |

| №                   | Название                                               | Автор(ы)                     | Длительность |
| ------------------- | ------------------------------------------------------ | ---------------------------- | ------------ |
| 1.                  | «Folsom Prison Blues» (live)                           | Johnny Cash                  | 2:41         |
| 2.                  | «Cocaine Blues» (live)                                 | T.J. "Red" Arnall            | 2:44         |
| 3.                  | «San Quentin 2» (live)                                 | Johnny Cash                  | 2:32         |
| 4.                  | «A Boy Named Sue» (live)                               | Shel Silverstein             | 3:46         |
| 5.                  | «Wanted Man»                                           | Bob Dylan                    | 2:50         |
| 6.                  | «Singin' in Viet Nam Talkin' Blues»                    | Johnny Cash                  | 2:54         |
| 7.                  | «Man in Black»                                         | Johnny Cash                  | 2:52         |
| 8.                  | «What Is Truth»                                        | Johnny Cash                  | 2:37         |
| 9.                  | «Flesh and Blood»                                      | Johnny Cash                  | 2:35         |
| 10.                 | «Sunday Morning Coming Down»                           | Kris Kristofferson           | 4:06         |
| 11.                 | «Oney»                                                 | Jerry Chesnut                | 3:04         |
| 12.                 | «One Piece at a Time»                                  | Wayne Kemp                   | 4:00         |
| 13.                 | «Hit the Road and Go»                                  | Johnny Cash                  | 2:41         |
| 14.                 | «Rockabilly Blues (Texas 1955)»                        | Johnny Cash                  | 3:19         |
| 15.                 | «I Will Rock and Roll with You»                        | Johnny Cash                  | 2:50         |
| 16.                 | «No Expectations»                                      | Mick Jagger / Keith Richards | 3:10         |
| 17.                 | «(Ghost) Riders In The Sky»                            | Stan Jones                   | 3:46         |
| 18.                 | «Bull Rider»                                           | Rodney Crowell               | 3:08         |
| 19.                 | «Highway Patrolman»                                    | Bruce Springsteen            | 5:20         |
| 20.                 | «After the Ball»                                       | Johnny Cash                  | 3:00         |
| 21.                 | «Without Love»                                         | Nick Lowe                    | 2:28         |
| 22.                 | «The Last Time»                                        | Kris Kristofferson           | 3:14         |
| 23.                 | «I'm Gonna Sit on the Porch and Pick on My Old Guitar» | Johnny Cash                  | 3:00         |
| Общая длительность: | Общая длительность:                                    | Общая длительность:          | 1:12:37      |